# Maublancancylistes maublanci
Maublancancylistes maublanci är en skalbaggsart som beskrevs av Pierre Lepesme och Stefan von Breuning 1956. Maublancancylistes maublanci ingår i släktet Maublancancylistes och familjen långhorningar.
Artens utbredningsområde är Gabon. Inga underarter finns listade i Catalogue of Life.